# Africa sexy
Africa sexy è un film del 1963, diretto da Roberto Bianchi Montero.